# 栗原仁
栗原 仁（くりはら じん）は、日本の漫画家。
かつて講談社の『コミックボンボン』誌上にて、『ウルトラマン超闘士激伝』を1993年から1997年にかけて連載していた。

## 作品リスト
ウルトラマン超闘士激伝（原作：瑳川竜）
単行本は連載当時に講談社より全6巻が刊行され、後に未収録エピソードも含めた完全版が復刊ドットコムより全4巻で刊行された。2015年に版権を秋田書店チャンピオンコミックスに譲り、WEBでの新章メビウス編の連載を記念して旧章も単行本化される。
ASIMOはじめて物語（シナリオ：日下秀憲）
劇場版『ドラえもん のび太とロボット王国』公開時に小学館から発売されたドラえもん特別版『ロボットはともだち!』に収録された。ホンダが二足歩行ロボット「ASIMO」を作り出した経緯を子供にも分かるように描いた学習漫画。